# 絲鬚黑巨口魚
絲鬚黑巨口魚（学名：Melanostomias pollicifer）为輻鰭魚綱巨口鱼目巨口鱼科的其中一種。分布於印度西太平洋區，包括日本及巴布亞紐幾內亞等海域，為深海魚類。

## 扩展阅读
維基物種上的相關：絲鬚黑巨口魚